# Martí Joan de Galba
Martí Joan de Galba († 1490) war ein katalanischer Aristokrat und Mitautor des valencianischen Ritterepos Tirant lo Blanc. Der Hauptautors des Werkes, Joanot Martorell, war mit Galba befreundet und vertraute ihm das unvollendete Werk kurz vor seinem Tode Anfang 1465 an. Galba vollendete und überarbeitete das Werk anhand der von Martorell hinterlassenen Notizen und Skizzen. Der genaue Anteil Galbas an dem Epos ist jedoch unklar, es wird vermutet, dass er in etwa das letzte Viertel verfasste und auch den vorherigen Originaltext selbst an einigen Stellen überarbeitete, insbesondere die in Nordafrika spielenden Episoden werden Galba zugeschrieben. Kurz nach dem Tode Galbas wurde das Epos schließlich 1490 veröffentlicht.

## Werke
- mit Joanot Martorell: Tirant lo Blanc (Valencia 1490) (englische Übersetzung bei Project Gutenberg)
Der Roman vom Weißen Ritter Tirant lo Blanc. Gekürzte Ausgabe. Aus dem Altkatalanischen übersetzt von Fritz Vogelgsang. Fischer, Frankfurt am Main 1993, ISBN 3-10-042603-7